# Udea decrepitalis
Udea decrepitalis is een vlinder uit de familie van de grasmotten (Crambidae), uit de onderfamilie van de Spilomelinae. De wetenschappelijke naam van deze soort is voor het eerst voorgesteld als Botys decrepitalis door Herrich-Schäffer in een publicatie uit 1848.
De soort komt voor in Noorwegen, Zweden, Finland, Estland, Letland, Litouwen, Groot-Brittannië, Frankrijk, Duitsland, Polen, Tsjechië, Slowakije, Zwitserland, Oostenrijk, Italië, Slovenië, Servië, Roemenië, Albanië, Oekraïne, Europees-Rusland, Georgië, Siberië en China (Hebei, Qinghai).